# Dicranolepis pubescens
Dicranolepis pubescens är en tibastväxtart som beskrevs av H. H.W. Pearson. Dicranolepis pubescens ingår i släktet Dicranolepis och familjen tibastväxter. Inga underarter finns listade i Catalogue of Life.